# Hannah Whelan
Pour les articles homonymes, voir Whelan.
Hannah Whelan est une gymnaste artistique britannique, née le 1er juillet 1992 à Singapour.

## Palmarès

### Jeux olympiques
- Londres 2012
  - 6e au concours général par équipes
  - 24e au concours général individuel

### Championnats du monde
- Tokyo 2011
  - 5e au concours général par équipes
  - 9e au concours général individuel

### Championnats d'Europe
- Milan 2009
  - 17e au concours général individuel

- Rotterdam 2010
  - 7e au concours général par équipes
  - 16e au concours général individuel

- Berlin 2011
  - 8e à la poutre
  - 13e au concours général individuel

- Bruxelles 2012
  -  médaille de bronze au sol
  -  médaille de bronze à la poutre
  - 4e au concours général par équipes

- Sofia 2014
  -  médaille d'argent au concours par équipes

### Jeux du Commonwealth
- Glasgow 2014
  -  médaille d'or au concours général par équipes
  -  médaille de bronze au concours général individuel